# Mapping the Studio II with Color Shift, Flip, Flop & Flip/Flop (Fat Chance John Cage)
Mapping the Studio II with Color Shift, Flip, Flop & Flip/Flop (Fat Chance John Cage) est une installation audiovisuelle réalisée par Bruce Nauman en 2001. Il s'agit d'une vaste salle sur les murs de laquelle sept projecteurs diffusent constamment des vidéos filmées de nuit dans l'atelier de l'artiste américain en son absence. Dédiée à son compatriote le compositeur John Cage, elle est conservée au musée national d'Art moderne, à Paris.